# Grego arcado-cipriota
| Grupo ocidental: dórico grego do noroeste | Grupo central: eólico arcado-cipriota | Grupo oriental: ático jônico |
| aqueu                                     |                                       |                              |

O arcado-cipriota ou aqueu meridional era um dialeto do grego antigo, falado na Arcádia, na parte central do Peloponeso, na Grécia continental, e na ilha de Chipre. Sua semelhança ao micênico, pelo que se conhece do corpus em Linear B, sugere que o arcado-cipriota seja seu descendente. O proto-arcado-cipriota (por volta de 1200 a.C.) teria sido falado pelos aqueus no Peloponeso antes da chegada dos dórios, e por isso seria chamado de aqueu meridional. As isoglossas dos dialetos arcádios e cipriotas evidenciam que os aqueus também teriam se estabelecido em Chipre. De acordo com o relato do geógrafo Pausânias:
| “ | Agapenor, filho de Anceu, filho de Licurgo, que teria sido rei depois de Équemo, levou os arcádios a Troia. Após a captura da cidade, a tempestade que tomou de assalto os gregos em seu retorno para casa levou Agapenor e a frota árcade a Chipre, onde ele teria se tornado o fundador da cidade de Pafos, e lá construído o santuário de Afrodite em Kouklia (Palaipaphos, "antiga Pafos"). | ” |

A fundação teria ocorrido antes de 1100 a.C.; com a chegada dos dórios ao Peloponeso, parte da população se mudou definitivamente para o Chipre, enquanto o resto passou a ficar confinado às montanhas árcades. Com o colapso do mundo micênico, a comunicação entre os dois pólos deixou de existir, e o cipriota passou a se diferenciar do arcádio, sendo escrito até o século III a.C. no silabário cipriota.
O Ϻ (san ou tsan) era uma letra usada apenas na Arcádia até por volta do século VI a.C.. O arcado-cipriota manteve características do micênico que não existiam no ático e no jônico, como o som /w/ (Ϝ, digama).

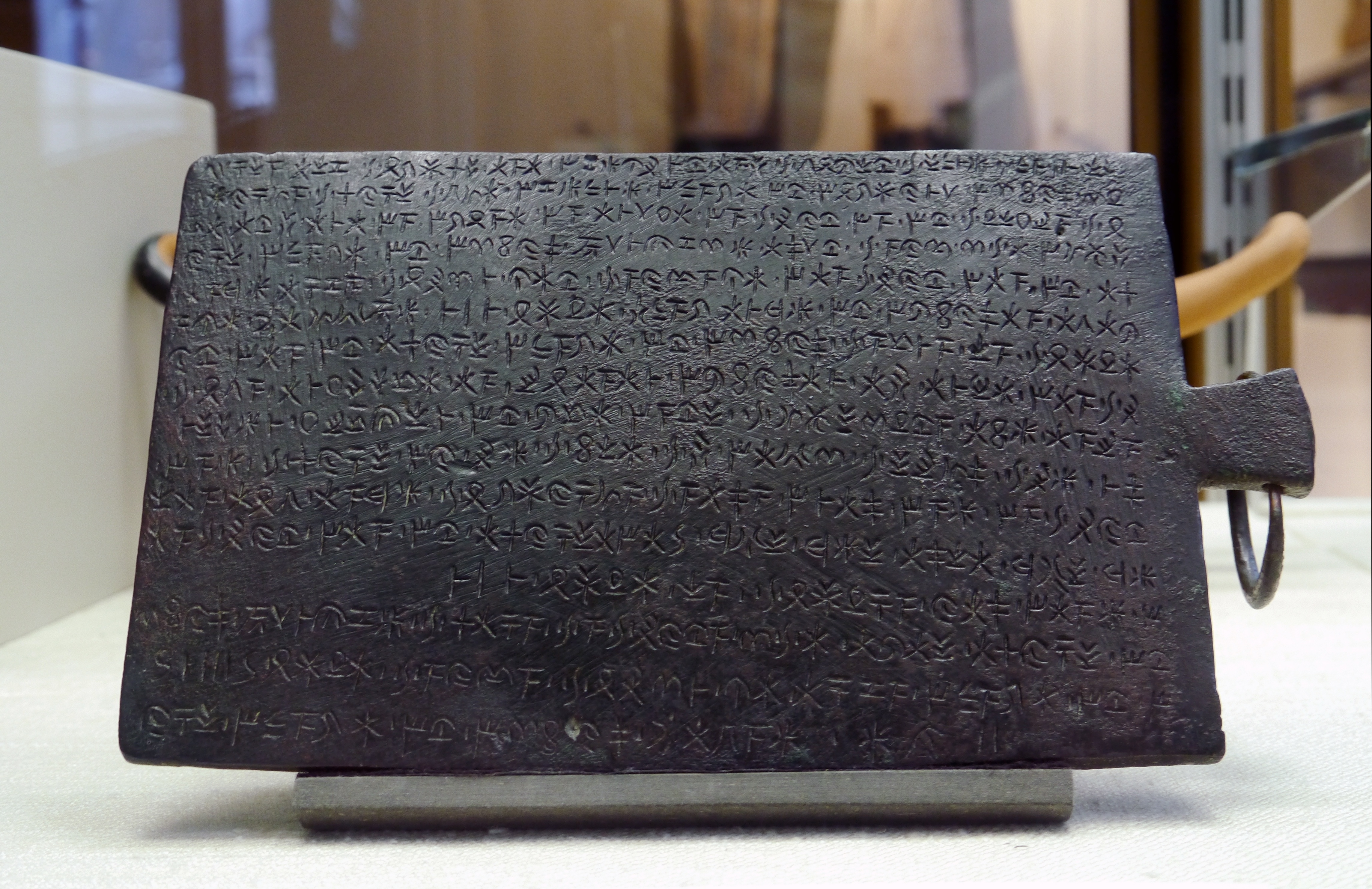
Medalhão de Idálion (ICS 217) com exemplo de texto escrito no silabário cipriota.